# أوروش نيكوليتش (لاعب كرة قدم)
أوروش نيكوليتش (14 ديسمبر 1993 بنيش في صربيا - ) هو لاعب كرة قدم صربي في مركز الوسط. شارك مع منتخب صربيا تحت 19 سنة لكرة القدم ومنتخب صربيا تحت 21 سنة لكرة القدم. أما مع النوادي، فقد لعب مع دينامو مينسك ونادي مكابي تل أبيب ونادي مول فيدي ونادي ياغودينا وبوشكاش أكاديميا.

## وصلات خارجية
- أوروش نيكوليتش على موقع الاتحاد الأوربي (الإنجليزية)
- أوروش نيكوليتش على موقع قاعدة بيانات كرة القدم.إي يو (الإنجليزية)
- أوروش نيكوليتش على موقع Soccerway.com (الإنجليزية)